# Requeil
Requeil és un municipi francès situat al departament del Sarthe i a la regió de País del Loira. L'any 2007 tenia 1.112 habitants.

## Demografia

### Població
El 2007 la població de fet de Requeil era de 1.112 persones. Hi havia 424 famílies de les quals 95 eren unipersonals (38 homes vivint sols i 57 dones vivint soles), 140 parelles sense fills, 170 parelles amb fills i 19 famílies monoparentals amb fills.
La població ha evolucionat segons el següent gràfic:
Habitants censats

### Habitatges
El 2007 hi havia 478 habitatges, 428 eren l'habitatge principal de la família, 28 eren segones residències i 21 estaven desocupats. 472 eren cases i 4 eren apartaments. Dels 428 habitatges principals, 338 estaven ocupats pels seus propietaris, 84 estaven llogats i ocupats pels llogaters i 7 estaven cedits a títol gratuït; 2 tenien una cambra, 25 en tenien dues, 71 en tenien tres, 125 en tenien quatre i 207 en tenien cinc o més. 343 habitatges disposaven pel capbaix d'una plaça de pàrquing. A 161 habitatges hi havia un automòbil i a 225 n'hi havia dos o més.

### Piràmide de població
La piràmide de població per edats i sexe el 2009 era:
| Homes | Edats   | Dones |
| ----- | ------- | ----- |
| 0     | 95 o +  | 0     |
| 4     | 90 a 94 | 0     |
| 4     | 85 a 89 | 12    |
| 8     | 80 a 84 | 4     |
| 12    | 75 a 79 | 40    |
| 16    | 70 a 74 | 32    |
| 16    | 65 a 69 | 4     |
| 28    | 60 a 64 | 28    |
| 16    | 55 a 59 | 24    |
| 48    | 50 a 54 | 32    |
| 60    | 45 a 49 | 52    |
| 36    | 40 a 44 | 48    |
| 32    | 35 a 39 | 24    |
| 20    | 30 a 34 | 40    |
| 44    | 25 a 29 | 16    |
| 44    | 20 a 24 | 36    |
| 40    | 15 a 19 | 40    |
| 36    | 10 a 14 | 32    |
| 36    | 5 a 9   | 24    |
| 28    | 0 a 4   | 32    |

## Economia
El 2007 la població en edat de treballar era de 710 persones, 507 eren actives i 203 eren inactives. De les 507 persones actives 459 estaven ocupades (250 homes i 209 dones) i 47 estaven aturades (21 homes i 26 dones). De les 203 persones inactives 89 estaven jubilades, 58 estaven estudiant i 56 estaven classificades com a «altres inactius».

### Ingressos
El 2009 a Requeil hi havia 445 unitats fiscals que integraven 1.151 persones, la mediana anual d'ingressos fiscals per persona era de 16.068 €.

### Activitats econòmiques
Dels 29 establiments que hi havia el 2007, 1 era d'una empresa alimentària, 2 d'empreses de fabricació d'altres productes industrials, 11 d'empreses de construcció, 8 d'empreses de comerç i reparació d'automòbils, 1 d'una empresa de transport, 2 d'empreses d'hostatgeria i restauració, 1 d'una entitat de l'administració pública i 3 d'empreses classificades com a «altres activitats de serveis».
Dels 15 establiments de servei als particulars que hi havia el 2009, 1 era una oficina de correu, 2 tallers de reparació d'automòbils i de material agrícola, 4 fusteries, 4 lampisteries, 1 electricista, 1 perruqueria i 2 restaurants.
Dels 2 establiments comercials que hi havia el 2009, 1 era una botiga de menys de 120 m² i 1 una fleca.
L'any 2000 a Requeil hi havia 23 explotacions agrícoles que ocupaven un total de 803 hectàrees.

## Equipaments sanitaris i escolars
El 2009 hi havia una escola elemental.

## Poblacions més properes
El següent diagrama mostra les poblacions més properes.